# باول هايغ
باول هايغ (بالإنجليزية: Paul Haig)‏ هو مغني وكاتب أغاني وملحن بريطاني، ولد في 4 سبتمبر 1960.

## وصلات خارجية
- الموقع الرسمي
- باول هايغ على موقع ميوزك برينز (الإنجليزية)
- باول هايغ على موقع أول ميوزيك (الإنجليزية)
- باول هايغ على موقع ديسكوغز (الإنجليزية)